# 新田金井町
新田金井町（にったかないちょう）は、群馬県太田市にある地名（町丁）。郵便番号は370-0341。

## 概要
綿打地区にある町丁。

## 地理

### 近隣町丁
- 新田市町
- 新田嘉袮町
- 新田大根町
- 新田上江田町
- 新田反町町
- 新田市野井町

## 世帯数と人口
2022年（令和4年）3月31日現在の世帯数と人口は以下の通りである。
| 町丁       | 世帯数  | 人口  |
| ---------- | ------- | ----- |
| 新田金井町 | 198世帯 | 522人 |

## 交通

### 鉄道
町内に鉄道は通っていない。

### 道路
- 群馬県道2号前橋館林線

## 施設

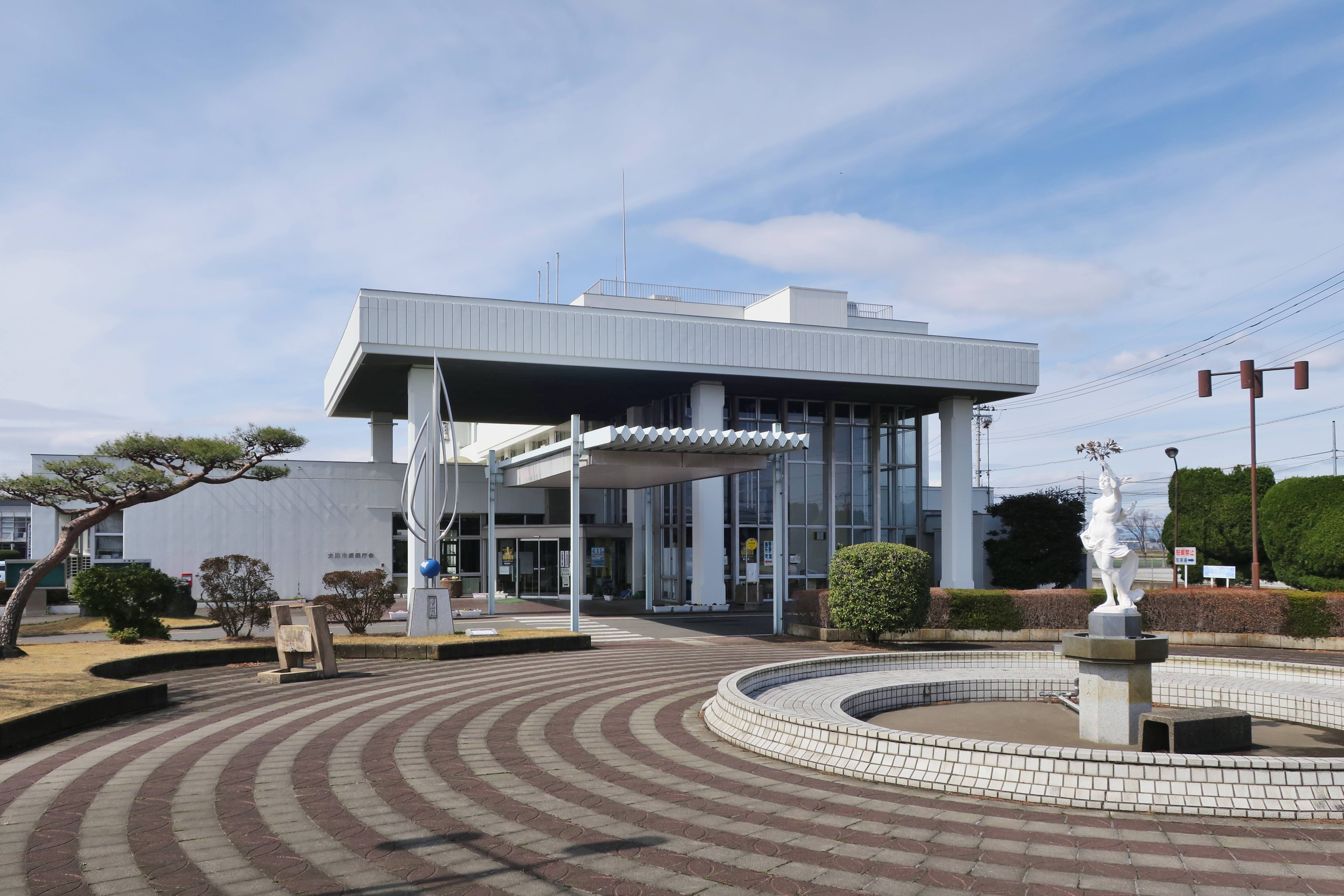
新田庁舎

- 太田市新田文化会館
- 太田市新田総合体育館
- 新田庁舎